# Superliga de voleibol 2018-19
La Superliga Masculina de Voleibol de España 2018-19 (también conocida como SVM o Superliga) fue la 55.ª edición de la máxima categoría del voleibol español. Constó de dos fases: la liga regular y los Play Offs por el título. El torneo lo organizó la Real Federación Española de Voleibol (RFEVb).

## Sistema de competición
Como en temporadas anteriores, consta de un grupo único integrado por doce clubes de toda la geografía española. Primero, siguiendo un sistema de liga regular, los doce equipos se enfrentan todos contra todos en dos ocasiones, una en campo propio y otra en campo contrario, sumando un total de 22 jornadas. El orden de los encuentros se decide por sorteo antes de empezar la competición. La clasificación final se establece teniendo en cuenta los puntos obtenidos en cada enfrentamiento, a razón de tres por partido ganado con un resultado de 3-1 o 3-0, dos por partido ganado por 3-2, uno por partido perdido por 2-3 y ninguno en caso de perder por 1-3 o 0-3.

### Clasificación para la XLIII Copa del Rey
La RFEVB da la posibilidad de clasificarse para la Copa del Rey de Voleibol a los equipos que ocupan las 5 primeras plazas de la clasificación al finalizar la primera vuelta (11 partidos) y al equipo organizador, o en el caso de que no haya a los 6 primeros en la primera vuelta, de participar en la Copa del Rey de Voleibol 2019.

### Clasificación para competiciones continentales
La CEV otorga a la Superliga española 4 plazas de clasificación para competiciones continentales, que se distribuyen de la siguiente forma:
- El campeón de los Play Offs y por lo tanto de la Superliga acceden a disputar la tercera ronda de clasificación a Liga de Campeones. En caso de perder, jugaría los sesenta y cuatroavos de final de la CEV Cup.
- El subcampeón de la Superliga accede a disputar los sesenta y cuatroavos de la CEV Cup.
- Los semifinalistas de los Play Offs que no han pasado a la final acceden a disputar los treintaidosavos de final de la Challenge Cup.

Nota: Estas reglas solo son aplicables a la temporada actual, ya que pueden variar de un año a otro. Por lo tanto, no se deben tener en cuenta los casos de temporadas anteriores ni posteriores.

## Equipos participantes

### Equipos por comunidad autónoma
| N.º | Comunidad autónoma         | Equipos                                                 |
| --- | -------------------------- | ------------------------------------------------------- |
| 3   | Islas Baleares             | Club Voleibol Palma, C.V. Manacor y Club Voleibol Ibiza |
| 1   | Comunidad Valenciana       | Club Voleibol L'Illa Grau                               |
| 1   | Aragón                     | Club Voleibol Teruel                                    |
| 1   | Castilla y León            | C.D. Voleibol Río Duero Soria                           |
| 1   | Galicia                    | Intasa San Sadurniño                                    |
| 1   | Andalucía                  | Club Voleibol Almería                                   |
| 1   | Ciudad Autónoma de Melilla | C.V. Melilla                                            |
| 1   | Islas Canarias             | Club Voleibol 7 islas                                   |
| 1   | Cantabria                  | C.D.V. Textil Santanderina                              |
| 1   | Cataluña                   | F.C. Barcelona                                          |

### Ascensos y descensos
Un total de 12 equipos disputan la Superliga: los 10 primeros clasificados de la Superliga masculina de voleibol de España 2017-18 y los dos primeros clasificados de los Play Offs de la Superliga Masculina 2 de voleibol de España 2017-18.
| Pos. | Descendidos de Superliga  |
| ---- | ------------------------- |
| 11.º | Mediterráneo de Castellón |
| 12.º | Tarragona SPiSP           |

| Pos. | Ascendidos de Superliga 2    |
| ---- | ---------------------------- |
| 1.º  | C.V. Manacor                 |
| 2.º  | C.D. Aldebarán San Sadurniño |

### Información de los equipos
| Club                          | Nombre en competición       | Sede                  | Comunidad autónoma   | Entrenador              | Pabellón                                | Capacidad |
| ----------------------------- | --------------------------- | --------------------- | -------------------- | ----------------------- | --------------------------------------- | --------- |
| C.V. Melilla                  | C.V. Melilla                | Melilla               | Melilla              | Salim Abdelkader        | Pabellón Javier Imbroda                 | 2.900     |
| Club Voleibol Palma           | Urbia Voley Palma           | Palma de Mallorca     | Islas Baleares       | Marcos Dreyer           | Palacio Municipal de Deportes Son Moix  | 5.076     |
| Club Voleibol Teruel          | CV Teruel                   | Teruel                | Aragón               | Miguel Rivera           | Pabellón Municipal Los Planos           | 4.000     |
| C.D. Aldebarán San Sadurniño  | Intasa San Sadurniño        | San Sadurniño         | Galicia              | Juan Carlos Suárez      | Pabellón Municipal San Sadurniño        | 412       |
| F.C. Barcelona                | F.C.B. Voleibol             | Barcelona             | Cataluña             | David Lorente Peña      | Parque Deportivo Llobregat              | 2.500     |
| C.D. Voleibol Río Duero Soria | Río Duero Soria             | Soria                 | Castilla y León      | Manuel Sevillano        | Pabellón Polideportivo de Los Pajaritos | 1.200     |
| C.V. Manacor                  | Conecta Balear Manacor      | Manacor               | Islas Baleares       | Jaume Febrer            | Na Capellera                            | 900       |
| C.D.V. Textil Santanderina    | Textil Santanderina         | Cabezón de la Sal     | Cantabria            | José I. Marcos          | Pabellón Municipal Matilde la Torre     | 1.100     |
| Club Voleibol L'Illa Grau     | UBE L'Illa Grau             | Castellón de la Plana | Comunidad Valenciana | Marcelo De Stefano      | Ciutat Esportiva                        | 800       |
| Club Voleibol Almería         | Unicaja Almería             | Almería               | Andalucía            | Manuel Berenguel        | Pabellón Moisés Ruiz                    | 2.000     |
| Club Voleibol Ibiza           | Ushuaïa Ibiza Vóley         | Ibiza                 | Islas Baleares       | Piero Molducci          | Polideportivo de "Es Viver"             | 400       |
| Club Voleibol 7 islas         | Vecindario ACE Gran Canaria | Vecindario            | Canarias             | Francisco Sánchez Jover | Pabellón Municipal de Santa Lucía       | 5.200     |

## Clasificación liga regular
Clasificación tras la jornada 1.
| Pos | Equipo                 | Pts. | J 1 | J 2 | J 3 | J 4 | J 5 | J 6 | J 7 | J 8 | J 9 | J 1 0 | J 1 | J 1 2 | J 1 3 | J 1 4 | J 1 5 | J 1 6 | J 1 7 | J 1 8 | J 1 9 | J 2 0 | J 2 1 | J 2 |
| --- | ---------------------- | ---- | --- | --- | --- | --- | --- | --- | --- | --- | --- | ----- | --- | ----- | ----- | ----- | ----- | ----- | ----- | ----- | ----- | ----- | ----- | --- |
| 1   | C.V. Teruel            | 59   | 1   | 3   | 3   | 3   | 2   | 3   | 3   | 3   | 3   | 3     |     |       |       |       |       |       |       |       |       |       |       |     |
| 2   | Unicaja Almería        | 54   | 2   | 3   | 3   | 3   | 3   | 3   | 3   | 3   | 3   | 3     |     |       |       |       |       |       |       |       |       |       |       |     |
| 3   | Ushuaïa Ibiza Vóley    | 53   | 3   | 3   | 3   | 0   | 1   | 3   | 3   | 3   | 0   | 3     |     |       |       |       |       |       |       |       |       |       |       |     |
| 4   | Urbia Voley Palma      | 48   | 3   | 3   | 0   | 3   | 0   | 3   | 0   | 3   | 3   | 2     |     |       |       |       |       |       |       |       |       |       |       |     |
| 5   | UBE L'Illa Grau        | 38   | 0   | 3   | 3   | 0   | 3   | 3   | 2   | 0   | 0   | 1     |     |       |       |       |       |       |       |       |       |       |       |     |
| 6   | Textil Santanderina    | 27   | 3   | 0   | 3   | 3   | 2   | 0   | 2   | 0   | 3   | 0     |     |       |       |       |       |       |       |       |       |       |       |     |
| 7   | Vecindario ACE G.C.    | 27   | 1   | 0   | 3   | 3   | 1   | 1   | 1   | 2   | 3   | 0     |     |       |       |       |       |       |       |       |       |       |       |     |
| 8   | Conecta Balear Manacor | 24   | 0   | 0   | 0   | 0   | 0   | 2   | 0   | 1   | 0   | 3     |     |       |       |       |       |       |       |       |       |       |       |     |
| 9   | Río Duero Soria        | 23   | 1   | 0   | 0   | 3   | 0   | 0   | 2   | 1   | 0   | 1     |     |       |       |       |       |       |       |       |       |       |       |     |
| 10  | CV Melilla             | 20   | 2   | 0   | 0   | 0   | 2   | 0   | 1   | 2   | 3   | 2     |     |       |       |       |       |       |       |       |       |       |       |     |
| 11  | F.C. Barcelona         | 17   | 0   | 1   | 0   | 0   | 3   | 0   | 1   | 0   | 0   | 0     |     |       |       |       |       |       |       |       |       |       |       |     |
| 12  | Intasa San Sadurniño   | 6    | 2   | 2   | 0   | 0   | 1   | 0   | 0   | 0   | 0   | 0     |     |       |       |       |       |       |       |       |       |       |       |     |

Pts = Puntos; J = Jornada
|  | Juega play-off por el título. |
|  | Desciende a Superliga 2.      |

## Play-off
Los Play Offs de la Superliga Masculina de Voleibol 2018-19 se disputan al mejor de 5 partidos entre los 4 primeros clasificados en la fase regular. Así mismo, se enfrentan el primero clasificado contra el cuarto y el segundo contra el tercero. Los ganadores de ambas eliminatorias, serán los que jueguen entre ellos para alzarse con el título.
Esta fase del K.O se disputará en un periodo comprendido entre el 5 de abril y el 11 de mayo de 2019, dependiendo de cuanto se alargue cada eliminatoria.
- Los partidos deberán disputarse en días consecutivos salvo acuerdo de ambos equipos.
- En todo caso entre el inicio de cada encuentro deberá transcurrir un mínimo de 18 horas, salvo acuerdo mutuo o por TV. En caso de que no se juegue el 5º partido de la eliminatoria de semifinales, se habilitará también el viernes para disputar el primer partido.

|  | Semifinales | Semifinales          | Semifinales | Semifinales     | Semifinales | Semifinales | Semifinales |                      |   | Final | Final | Final | Final | Final | Final | Final |  |
|  |             |                      |             |                 |             |             |             |                      |   |       |       |       |       |       |       |       |  |
|  |             |                      |             |                 |             |             |             |                      |   |       |       |       |       |       |       |       |  |
|  | 3           | Club Voleibol Teruel | 3           | 3               | 3           |             |             |                      |   |       |       |       |       |       |       |       |  |
|  | 3           | Club Voleibol Teruel | 3           | 3               | 3           |             |             |                      |   |       |       |       |       |       |       |       |  |
|  | 0           | Urbia Vóley Palma    | 2           | 1               | 0           |             |             |                      |   |       |       |       |       |       |       |       |  |
|  | 0           | Urbia Vóley Palma    | 2           | 1               | 0           |             | 3           | Club Voleibol Teruel | 3 | 3     | 3     |       |       |       |       |       |  |
|  |             |                      |             |                 |             |             |             | Club Voleibol Teruel | 3 | 3     | 3     |       |       |       |       |       |  |
|  |             |                      | 0           | Unicaja Almería | 0           | 0           | 0           |                      |   |       |       |       |       |       |       |       |  |
|  | 3           | Unicaja Almería      | 0           | Unicaja Almería | 0           | 0           | 0           | 3                    | 3 | 2     | 3     |       |       |       |       |       |  |
|  | 3           | Unicaja Almería      |             |                 |             |             |             | 3                    | 3 | 2     | 3     |       |       |       |       |       |  |
|  | 1           | Ushuaïa Ibiza Vóley  | 2           | 0               | 3           | 2           |             |                      |   |       |       |       |       |       |       |       |  |
|  | 1           | Ushuaïa Ibiza Vóley  | 2           | 0               | 3           | 2           |             |                      |   |       |       |       |       |       |       |       |  |
|  |             |                      |             |                 |             |             |             |                      |   |       |       |       |       |       |       |       |  |

| Campeón de Superliga 2018-19 |
| ---------------------------- |
| Club Voleibol Teruel         |

## Estadísticas

### Mejor Jugador de la Jornada (MVP)
La Real Federación Española de Voleibol entrega unos premios cada jornada al mejor jugador.
| Jornada | MVP                 | Equipo                      | Ref. |
| ------- | ------------------- | --------------------------- | ---- |
| 1       | Ronald Fayola       | Unicaja Almería             |      |
| 2       | Pablo Kukarstev     | UBE L'Illa Grau             |      |
| 3       | Andrés Villena      | Club Voleibol Teruel        |      |
| 4       | Javier Sánchez      | Vecindario ACE Gran Canaria |      |
| 5       | Pablo Bugallo       | Club Voleibol Teruel        |      |
| 6       | Pablo Kukarstev     | UBE L'Illa Grau             |      |
| 7       | Germán Galdón       | Ushuaïa Ibiza Vóley         |      |
| 8       | Gerard Osorio       | Urbia Vóley Palma           |      |
| 9       | Javier Monfort      | Unicaja Almería             |      |
| 10      | Najari Fernandes    | Club Voleibol Melilla       |      |
| 11      | Manuel Salvador     | Río Duero Soria             |      |
| 12      | Milan Jovanovic     | Club Voleibol Teruel        |      |
| 13      | Caetano Filter      | ConectaBalear Manacor       |      |
| 14      | Pablo Kukartsev     | UBE L'Illa Grau             |      |
| 15      | Javier Monfort      | Unicaja Almería             |      |
| 16      | Jordi Ramón         | Urbia Vóley Palma           |      |
| 17      | Francisco Iribarne  | Unicaja Almería             |      |
| 18      | Iván Vlasev         | Futbol Club Barcelona       |      |
| 19      | Luis Martín Herrero | Río Duero Soria             |      |
| 20      | Javier Sánchez      | Vecindario ACE Gran Canaria |      |
| 21      | Pedro Jukoski       | ConectaBalear Manacor       |      |
| 22      | Hamza Ouafi         | Club Voleibol Melilla       |      |